# Marc Smet
Marc Smet (Mortsel, 5 februari 1951) is een voormalige Belgische atleet, die was gespecialiseerd in de lange afstand. Hij nam tweemaal deel aan de Olympische Spelen en veroverde op twee verschillende onderdelen vier Belgische titels.

## Biografie
Smet werd in 1975 voor het eerst Belgisch kampioen op de 10.000 m. Hij nam voor het eerst deel aan de Spelen van 1976 in Montreal, waar hij uitkwam op de 5000 m, waarin hij uitgeschakeld werd in de reeksen en op de 10.000 m, waarin hij in de finale zevende werd. Op de Olympische Spelen van 1980 in Moskou kwam hij uit op de marathon. Hij won met de Belgische ploeg tweemaal het landenklassement op de wereldkampioenschappen veldlopen.

### Clubs
Smet was aangesloten bij Sgola Boechout, een club van het Sint-Gabriëlcollege.

## Kampioenschappen

### Internationale kampioenschappen
| Onderdeel | Titel               | Jaar       |
| --------- | ------------------- | ---------- |
| veldlopen | landenklassement WK | 1973, 1974 |

### Belgische kampioenschappen
| Onderdeel | Jaar       |
| --------- | ---------- |
| 10.000 m  | 1975, 1976 |
| marathon  | 1978, 1979 |

## Persoonlijke records
| Onderdeel | Prestatie       | Datum             | Plaats    |
| --------- | --------------- | ----------------- | --------- |
| 5000 m    | 13.23,76        | 30 juli 1976      | Montréal  |
| 10.000 m  | 27.48,5         | 9 juli 1976       | Stockholm |
| marathon  | 2:10.00 (ex-NR) | 14 september 1979 | Berchem   |

## Palmares

### 5000 m
- 1976: 8e in reeks OS – 13.23,76

### 10.000 m
- 1974:  BK AC - 28.48,6
- 1974: DNF EK in Rome
- 1975:  BK AC – 28.35,6
- 1976:  BK AC – 28.34,4
- 1976:  10.000 m van Stockholm - 27.48,50
- 1976: 7e OS – 28.02,8

### halve marathon
- 1980  halve marathon van Egmond - 1:07.10
- 1981  halve marathon van Egmond - 1:08.37

### marathon
- 1978:  BK AC in Brussel – 2:13.23
- 1979:  BK AC in Berchem – 2:10.00
- 1980: 13e OS in Moskou – 2:16.00

### veldlopen
- 1973: 31e WK in Waregem
- 1973:  landenklassement WK
- 1974:  BK in Waregem
- 1974: 13e WK in Monza
- 1974:  landenklassement WK
- 1975: 57e WK in Rabat
- 1975:  landenklassement WK
- 1978: 47e WK in Glasgow

## Onderscheidingen
- Gouden Spike - 1974